# Julius Raab
Julius Raab (Sankt Pölten 29 november 1891 - Wenen, 8 januari 1964) was een Oostenrijks politicus (ÖVP). Hij was van 2 april 1953 tot 11 april 1961 bondskanselier van Oostenrijk. Tijdens zijn kanselierschap werd op 15 mei 1955 het Oostenrijks Staatsverdrag tussen de geallieerde mogendheden en de Oostenrijkse regering gesloten waarna er een einde kwam aan de tien jaar durende bezetting van Alpenrepubliek en het land weer soeverein werd.

## Biografie

### Achtergrond, opleiding en vroege carrière
Hij was afkomstig uit een middenklasse gezin die politiek betrokken was. Hij bezocht het gymnasium te Seitenstetten en studeerde vervolgens aan de Technische Hogeschool Wenen. Tijdens zijn studie sloot hij zich aan bij de katholieke studentenvereniging CV/ÖCV. Met de gymnasiast Leopold Figl, die later zijn voorganger als bondskanselier zal zijn, richtte hij de katholieke vereniging voor middelbare scholieren op. Tijdens de Eerste Wereldoorlog (1914-1918) had hij dienst in het Oostenrijk-Hongaarse leger als militair ingenieur. Na de oorlog keerde hij terug naar de universiteit voor een vervolgopleiding. In 1923 trad hij in het huwelijk met Harmine Haumer.

### Politieke loopbaan tijdens hetinterbellum
Van 1927 tot 1934 had Raab namens de Christlichsoziale Partei (CS) zitting in het lagerhuis van het parlement, de Nationale Raad. Mgr. Ignaz Seipel, de bondskanselier, benoemd hem in september 1928 tot vertegenwoordiger van de CS binnen de Neder-Oostenrijkse Heimwehr, een proto-fascistische paramilitaire organisatie die tot doel had de democratie om ver te werpen en de stichting van een corporatistische dictatuur te bevorderen. In 1930 was hij Landesführer, militair leider, van de Heimwehr in Neder-Oostenrijk. In december 1930 verliet hij echter de Heimwehr toen deze organisatie als zelfstandige partij aan de verkiezingen wilde meedoen als concurrent van de CS. In 1931 vormde Raab de Niederösterreichische Heimwehr die in mei 1932 opging in de Ostmärkische Sturmscharen, een paramilitaire organisatie die gelieerd was aan de Christlichsoziale Partei. Binnen zijn partij behoorde Raab tot de antisemitische vleugel.
Raab was in de periode van de autoritaire Standenstaat (1933-1938) onder bondskanselier Engelbert Dollfuss en diens opvolger Kurt von Schuschnigg lid van de corporatieve handelskamer en werd in februari 1938 in het kabinet van Schuschnigg opgenomen als minister van Handel.
Als prominent vertegenwoordiger van de Standenstaat en haar autoritaire ideologie was Raab een fel tegenstander van de nationaalsocialisten die Oostenrijk het liefst zagen opgaan in het Derde Rijk.

### Periode1938-1945
Ondanks het feit dat hij minister was geweest tijdens de Standenstaat werd hij na de Anschluss niet gearresteerd. Dit was mede te danken aan de Gauleiter van Neder-Donau (zoals Neder-Oostenrijk werd genoemd tijdens de nazi-tijd), Hugo Jury, die hij persoonlijk kende. In het geheim onderhield Raab contacten met vroegere leiders van de CS, maar hij was niet actief in het verzet. Wel gaf hij onderdak aan Leopold Figl in de periode dat deze niet gevangen zat in een concentratiekamp. In de jaren kort vóór en tijdens de Tweede Wereldoorlog was Raab werkzaam als civiel ingenieur.

### Politieke loopbaan na deTweede Wereldoorlog
Na de oorlog was Raab betrokken bij de oprichting van de Österreichische Volkspartei (ÖVP) en had hij als staatssecretaris zitting in de Voorlopige Staatsregering die in april 1945 werd gevormd. In mei 1945 was hij een van de oprichters van de werkgeversorganisatie van de ÖVP, de Österreichischer Wirtschaftsbund (ÖWB) en werd hij gekozen tot eerste voorzitter. Van 1945 tot 1959 was Raab voorzitter van de ÖVP in Neder-Oostenrijk.
Bij de verkiezingen van november 1945 werd Raab in de Nationale Raad gekozen. Hij werd aangewezen tot voorzitter van de ÖVP-fractie, maar moest deze functie al spoedig neerleggen onder druk van de Russische bezettingsautoriteiten vanwege zijn verleden als leider van een fascistische organisatie (de Heimwehr). Om dezelfde reden werd hij ook niet opgenomen in de eerste naoorlogse democratisch gekozen regering onder Leopold Figl.
Van 1946 tot 1953 en van 1961 tot 1964 was Raab voorzitter van de Bondsraad voor de Economie, het corporatieve orgaan waarin vertegenwoordigers van de ÖVP en de SPÖ zitting hadden om richting te geven aan het economische beleid. Raab behoorde binnen de ÖVP tot de vleugel die tegenstander was van een planeconomie en voorstander van een liberale markteconomie met minimale overheidsbemoeienis.
In 1951 werd Raab bondsvoorzitter van de ÖVP en in 1953 volgde hij Leopold Figl op als bondskanselier. Zijn aantreden als bondskanselier viel samen met de dooi die optrad in de betrekkingen tussen de westerse mogendheden en de Sovjet-Unie. Hierdoor kwamen de onderhandelingen over het herstel van de Oostenrijkse soevereiniteit in een stroomversnelling terecht. Op 15 mei 1955 werd te Wenen het Oostenrijks Staatsverdrag getekend tussen de geallieerde bezettingsmachten en de Oostenrijkse regering en herkreeg het land zijn soevereiniteit. Voortaan zou Oostenrijk een strikte neutraliteit betrachten in het wereldgebeuren. Bondskanselier Raab was een uitgesproken voorstander van een neutraal Oostenrijk en onderhield uitstekende relaties met de Sovjet-Unie en de westerse landen.
Raab, die in 1961 als bondskanselier terugtrad, gaf gedurende zijn periode als premier leiding aan vier kabinetten:
- Kabinet-Raab I: 2 april 1953 - 29 juni 1956
- Kabinet-Raab II: 29 juni 1956 - 16 juli 1959
- Kabinet-Raab III: 16 juli 1959 - 3 november 1960
- Kabinet-Raab IV: 3 november 1960 - 11 april 1961

Al deze kabinetten waren coalities van ÖVP en SPÖ. Raab was een groot voorstander van "Grote Coalities" van christendemocraten en sociaaldemocraten en was een van de architecten van het "sociale partnerschap" tussen ÖVP en SPÖ dat van Oostenrijk een corporatieve staat maakte waarin de invloed van de partijen over staatsondernemingen en corporatieve instellingen gelijkelijk werd verdeeld. Dit sociale partnerschap is tegenwoordig nog steeds voor een deel intact.

### Presidentsverkiezingen van 1963
In 1963 was Raab kandidaat voor het bondspresidentschap. Bij de verkiezingen van 28 april 1963 eindigde hij met 40,6% van de stemmen achter de sociaaldemocratische kandidaat, Adolf Schärf.

### Overlijden
Hij overleed op 8 januari 1964 in Wenen. Zijn gezondheidstoestand was de laatste jaren van zijn leven langzaam achteruit gegaan.

## Onderscheidingen
- 1956: Grootkruis van de Orde van Verdienste van de Bondsrepubliek Duitsland
- 1959: Europäischer Karlspreis der Sudetendeutschen Landsmannschaft
- Ere-ring van de deelstaat Stiermarken